# Alaska Marine Highway
Alaska Marine Highway — компания паромных перевозок на Аляске, базирующаяся в Кетчикане.
Компания создана ещё в 1949 году, но официально ведёт отсчёт с 1963 года. Территория работы компании — от Алеутских островов до Беллингхема в штате Вашингтон. Компания считается частью Национальной системы автомагистралей США, но также осуществляет и круизные туристические перевозки. Длина перевозок компании достигает 5 тысяч км, включая Внутренний Проход.